# Michel Monet

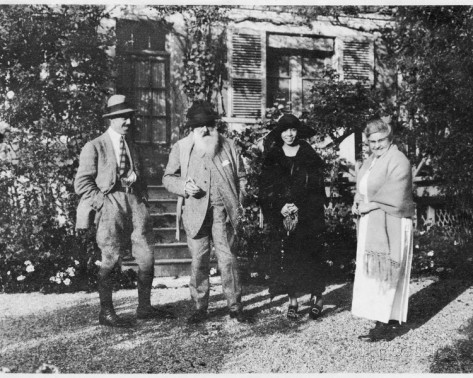
Gruppenporträt im Garten von Giverny: von links nach rechts stehen Michel Monet, sein Vater Claude Monet, als Gast Fukuko Naruse und die Schwägerin Blanche Hoschedé-Monet, Aufnahme von 1921

Michel Jacques Monet (geboren am 17. März 1878 in Paris; gestorben am 3. Februar 1966 in Vernon) war der jüngste Sohn des Malers Claude Monet. Er stiftete eine umfangreiche Kunstsammlung an die Académie des Beaux-Arts.

## Leben
Michel Monet kam am 17. März 1878 als Sohn des Malers Claude Monet und seiner Frau Camille in der Pariser Rue d’Édimbourgh Nr. 26 zur Welt. Die Eltern waren seit 1866 ein Paar und hatten 1870 geheiratet. Der ältere Bruder Jean wurde bereits 1867 geboren. Die Familie lebte in finanziell sehr angespannten Verhältnissen; der Vater konnte mit seiner Malerei nur wenig Geld erwirtschaften. Die Mutter war zur Zeit der Geburt von Michel Monet bereits an Krebs erkrankt. Die Familie zog im Herbst 1878 aus Kostengründen nach Vétheuil. Dort lebten sie gemeinsam mit der Familie Hoschedé in einem Haus. Der Textilhändler Ernest Hoschedé war zuvor mit seinem Unternehmen in Konkurs geraten und pendelte häufig zwischen Vétheuil und Paris. Seine Frau Alice Hoschedé kümmerte sich um ihre sechs eigenen Kinder und bald auch um die Kinder der Monets. Der Sohn Jean-Pierre Hoschedé war im gleichen Alter wie Michel Monet und beide wuchsen wie Geschwister auf. Alice Hoschedé übernahm die Pflege der zunehmend erkrankten Camille Monet. Diese starb 1879 im Alter von 32 Jahren. Die Familien Monet und Hoschedé zogen 1881 nach Poissy, wobei Ernest Hoschedé nur selten zu Besuch kam. 1883 folgte der Umzug nach Giverny. Claude Monet und Alice Hoschedé lebten dort als unverheiratetes Paar zusammen mit den acht Kindern. Erst nach dem Tod von Ernest Hoschedé 1891 heirateten Claude Monet und Alice Hoschedé im Folgejahr.
Michel Monet wurde als Kind mehrfach von seinem Vater porträtiert. So entstanden die Gemälde Michel Monet als Kleinkind, Michel Monet mit Pudelmütze und Michel Monet mit blauem Pullover (alle Musée Marmottan Monet, Paris). Zudem ist Michel Monet als Staffagefigur in einigen Landschaftsbildern seines Vaters zu sehen. So erscheint er zusammen mit Jean-Pierre Hoschedé in Monets Garten in Vétheuil (National Gallery of Art, Washington D.C.) oder in Jean-Pierre Hoschedé und Michel Monet am Ufer der Epte (National Gallery of Canada, Ottawa). Darüber hinaus entstanden einige Zeichnungen, in denen der Vater seinen Sohn Michel beim Zeichnen, Schreiben und Lesen zeigt. Dies widerspricht einigen Vermutungen, wonach Monet keinen Wert auf die Ausbildung seiner Kinder gelegt hätte und Michel Monet wie auch sein Bruder Analphabeten gewesen seien.

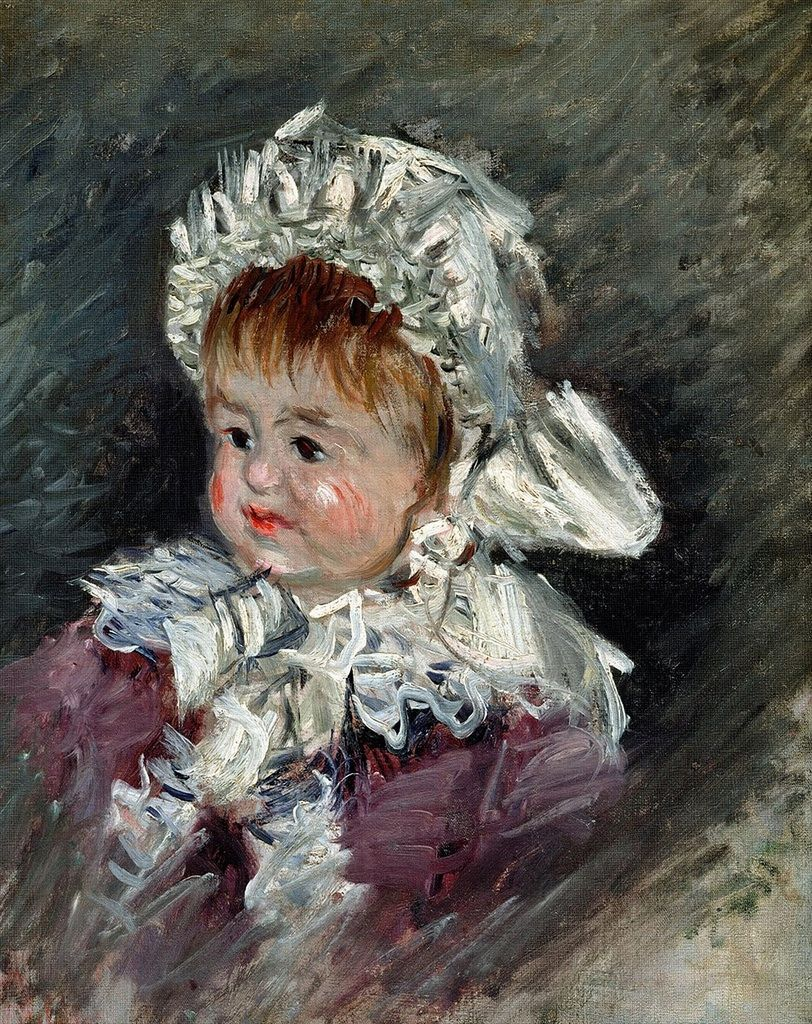
Claude Monet: Michel Monet als Kleinkind, 1878
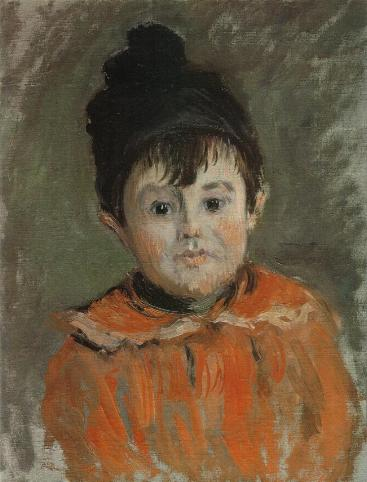
Claude Monet: Michel Monet mit Pudelmütze, 1880
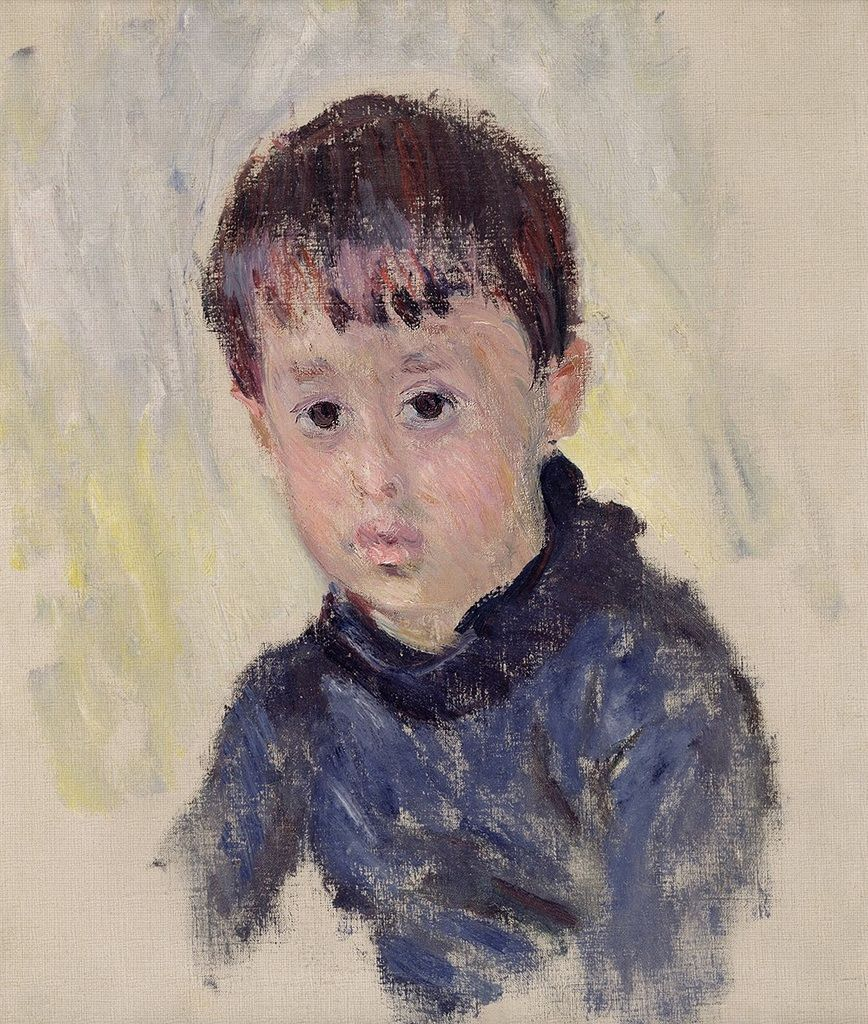
Claude Monet: Michel Monet mit blauem Pullover, 1883
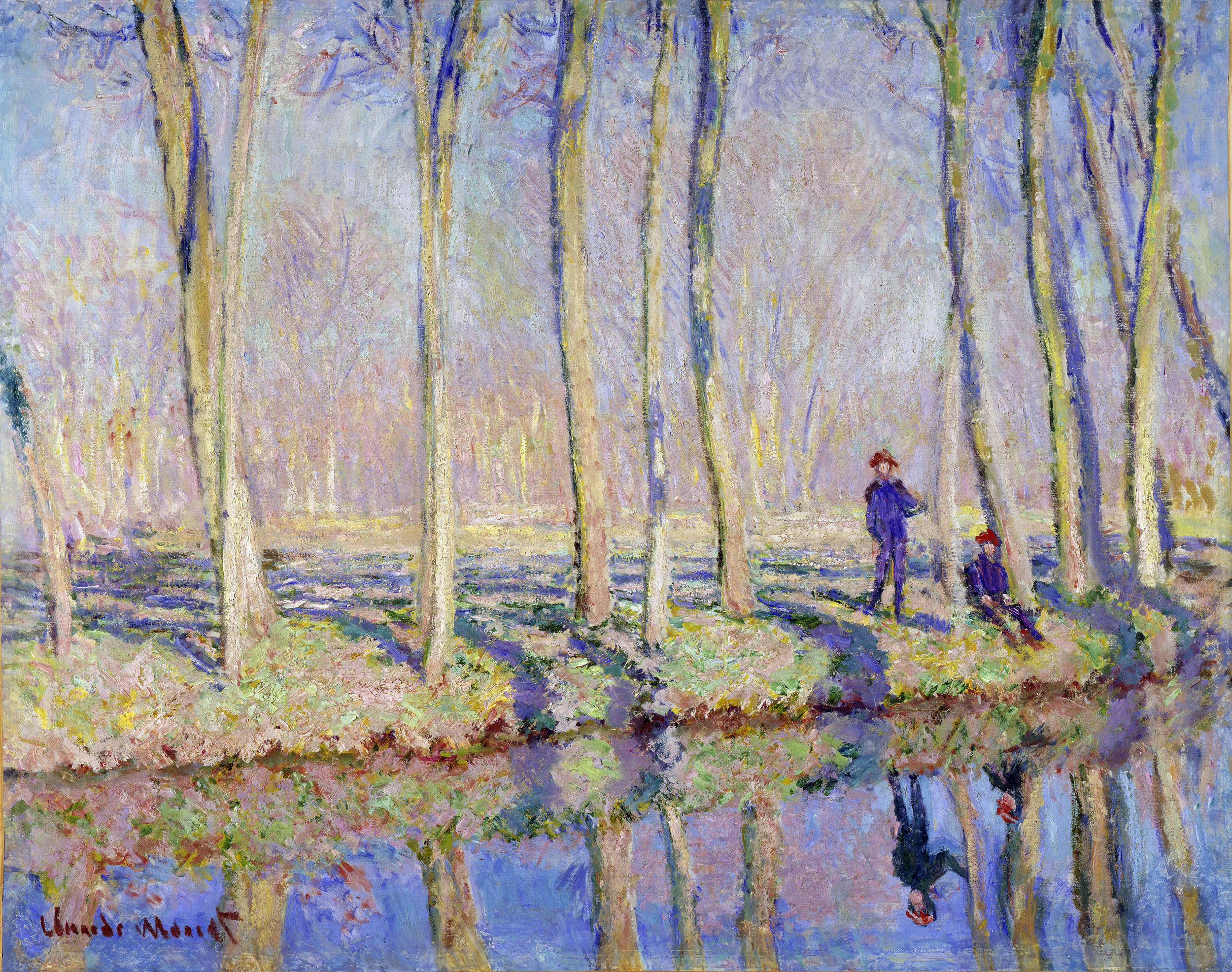
Claude Monet: Jean-Pierre Hoschedé und Michel Monet am Ufer der Epte, 1887–1890
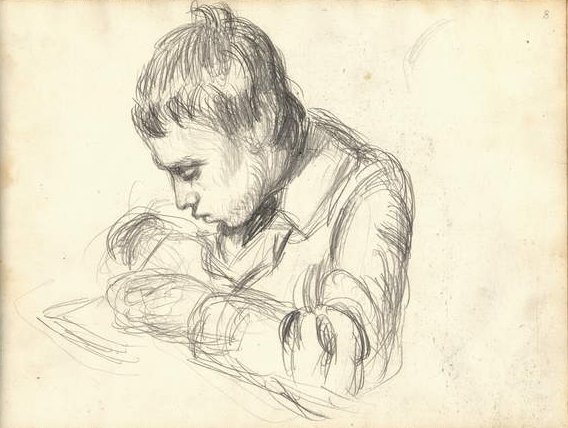
Claude Monet: Michel Monet schreibend, Zeichnung

Michel Monet interessierte sich in seiner Jugend für Fahrräder und Maschinen. Sein Vater gehörte zu den frühen Besitzern eines Autos und erwarb 1901 einen Wagen des Herstellers Panhard & Levassor. 1904 unternahmen Claude Monet mit seiner Frau Alice und mit den Sohn Michel eine Reise nach Madrid, wobei die ersten 800 Kilometer bis Biarritz in drei Tagen mit dem eigenen Wagen zurückgelegt wurden. Später ließ sich Michel Monet für eigene Fahrzeuge Spezialkarossen anfertigen, betrieb einen Motorenhandel und war begeisterter Anhänger des Automobilrennsports.

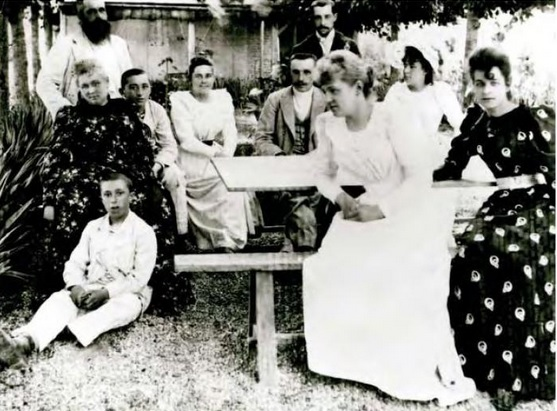
Familien Monet und Hoschedé; von links nach rechts: stehend Claude Monet, davor sitzend Alice Hoschedé, davor auf der Erde Michel Monet, neben Alice sitzen Jean-Pierre Hoschedé, Blanche Hoschedé und Jean Monet, dahinter steht Jacques Hoschedé, davor sitzen Martha Hoschedé, Germaine Hoschedé und Suzanne Hoschedé; unbekannter Fotograf, um 1886

1897 hatte Michel Monets Bruder Jean die Hoschedé-Tochter Blanche geheiratet. Nach dem Tod ihrer Mutter Alice 1911 und von Jean Monet 1914 zog sie wieder in das Haus Monets in Giverny, in dem auch weiterhin Michel Monet lebte. Sie organisierte dort den Haushalt und kümmerte sich um den alten Claude Monet. Im Ersten Weltkrieg leisteten Michel Monet und Jean-Pierre Hoschedé ihren Dienst in der Armée.
1926 starb Claude Monet und Michel Monet wurde sein alleiniger Erbe. Hierzu gehörte der Grundbesitz in Giverny und der umfangreiche Kunstbesitz seines Vaters. Dieser umfasste neben eigenen Werken, auch Arbeiten von befreundeten Künstlern. Michel Monet überließ das Haus in Giverny seiner Schwägerin Blanche. Für sich selbst ließ er im etwa 40 Kilometer entfernten Sorel-Moussel ein Wohnhaus errichten. Dort lebte er mit Gabrielle Bonaventure, mit der er seit 1927 verheiratet war. Die Ehe blieb kinderlos. Den Lebensunterhalt sicherten nicht zuletzt Verkäufe von Gemälden aus dem ererbten Bestand seines Vaters.
In den 1930er Jahren reiste Michel Monet wiederholt nach Afrika. Von dort brachte er zahlreiche Erinnerungsstücke mit, darunter Elfenbein, Waffen und Masken. Zudem hielt er sich Äffchen als Haustiere. Nach dem Tod seiner Schwägerin Blanche 1947 überließ er das Haus seines Vaters der Pflege eines Gärtners. Michel Monets Frau starb 1964. Er selbst starb am 3. Februar 1966 im Alter von 87 Jahren bei einem Verkehrsunfall in der Nähe der Pont Clemenceau in Vernon. Er ist auf dem Friedhof von Giverny in der gemeinsamen Grabstätte der Familien Monet-Hoschedé bestattet.
In seinem letzten Testament – insgesamt hatte er 12 Testamente verfasst – vermachte er seinen Besitz der Académie des Beaux-Arts. Zudem verfügte er, dass die Kunstsammlung im Pariser Musée Marmottan auszustellen sei. Als der Testamentsvollstrecker mit Verantwortlichen der Académie des Beaux-Arts das Wohnhaus von Michel Monet besichtigten fanden sie einen unerwartet großen Kunstschatz vor, worüber auch die französische Wochenschau berichtete. Im Wohnhaus des Vaters in Giverny entdecken sie weitere Kunstwerke. Insgesamt gehörten zur Sammlung mehr als 80 Gemälde seines Vaters, dazu Zeichnungen, Skizzenhefte, Fotografien, Briefe und persönliche Gegenstände. Hinzu kamen Werke von befreundeten Künstlern wie Pierre-Auguste Renoir, Gustave Caillebotte, Paul Signac und Eugène Boudin. Aufgrund dieser Schenkung trägt das Museum heute die Bezeichnung Musée Marmottan Monet. Das Wohnhaus von Claude Monet in Giverny ist seit 1980 als Museum der Öffentlichkeit zugänglich.

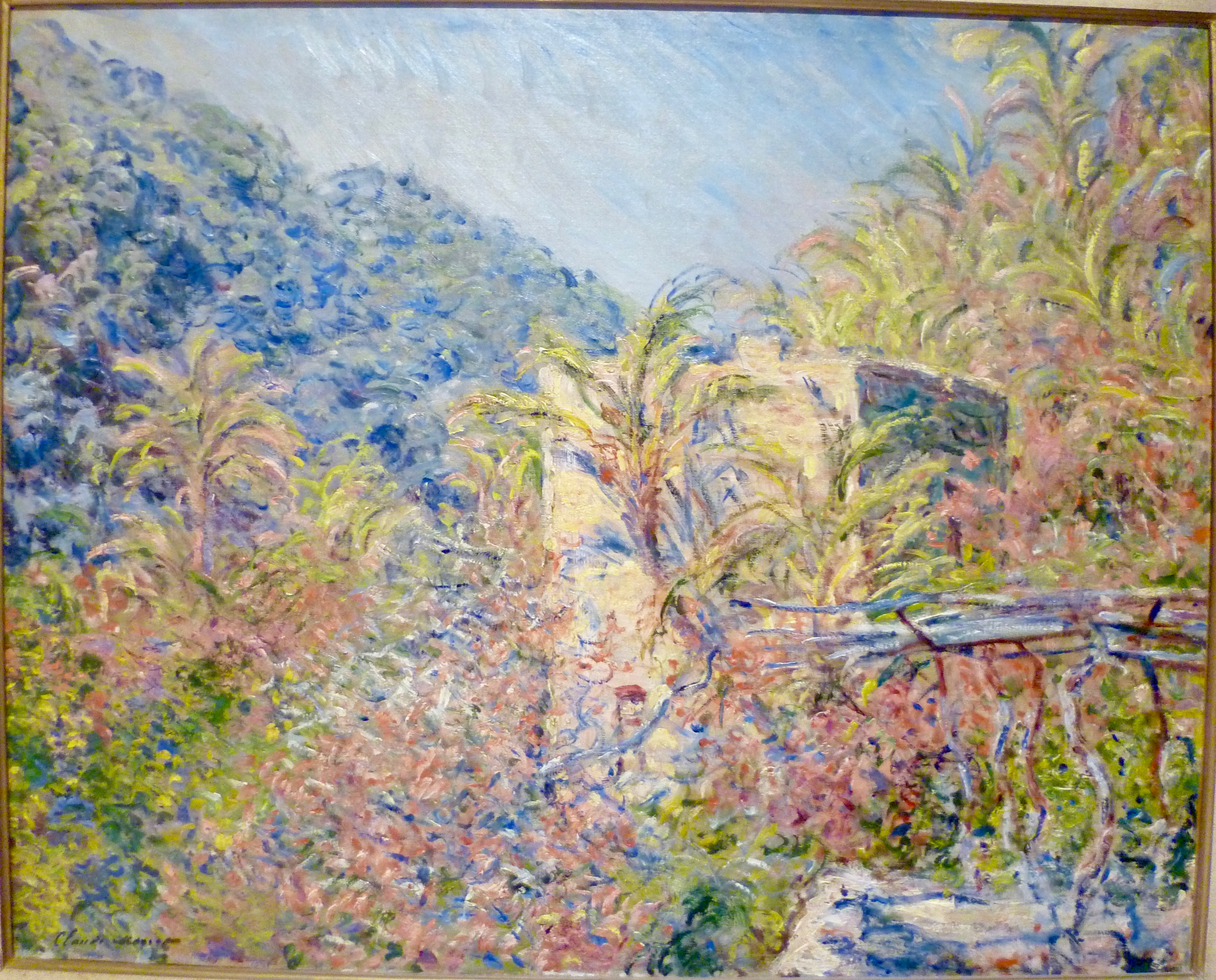
Claude Monet: Vallée de Sasso, effet de soleil, 1884
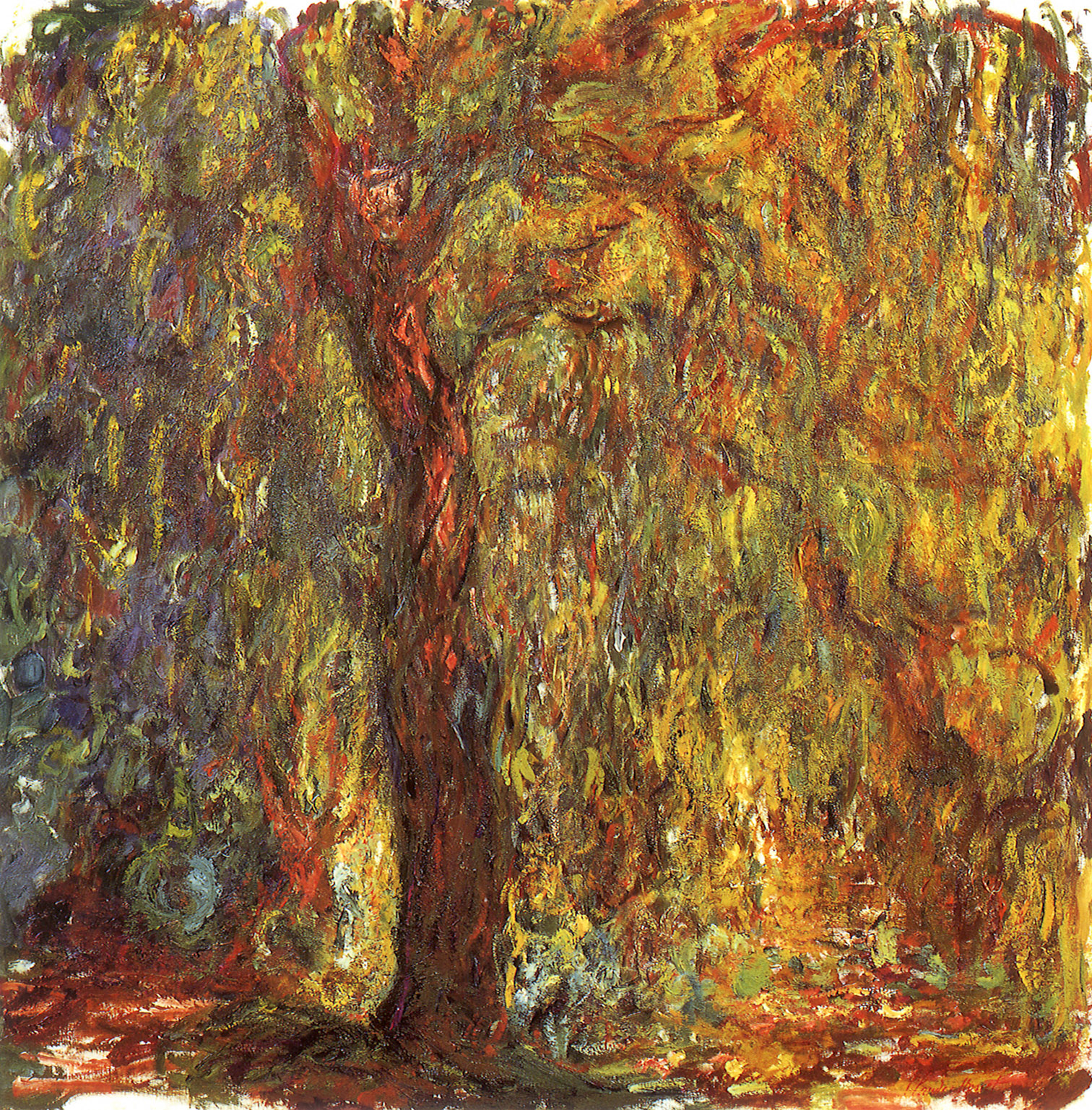
Claude Monet: Le saule pleureur, 1918–1919
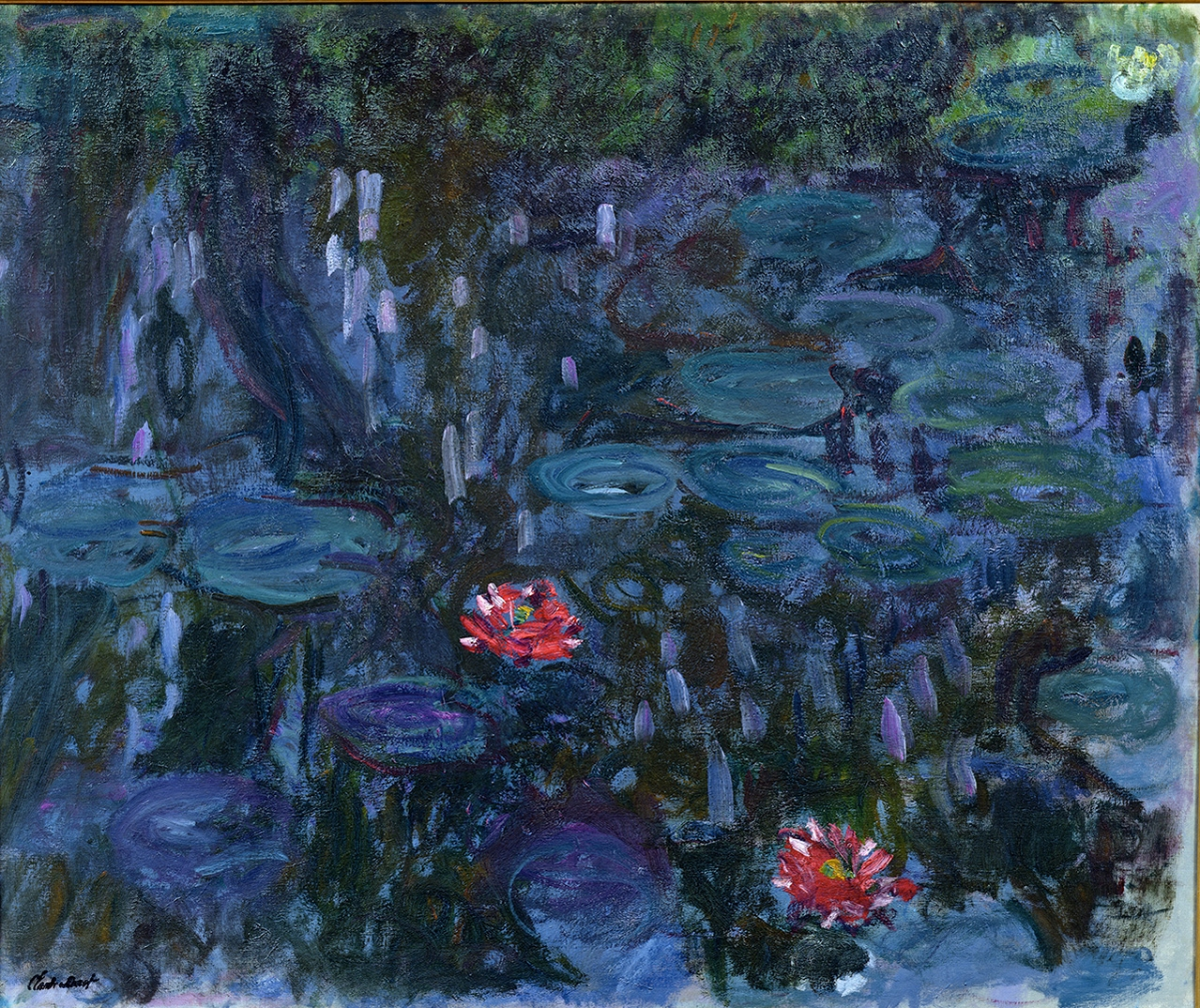
Claude Monet: Nymphéas reflets de saule, 1916–1919
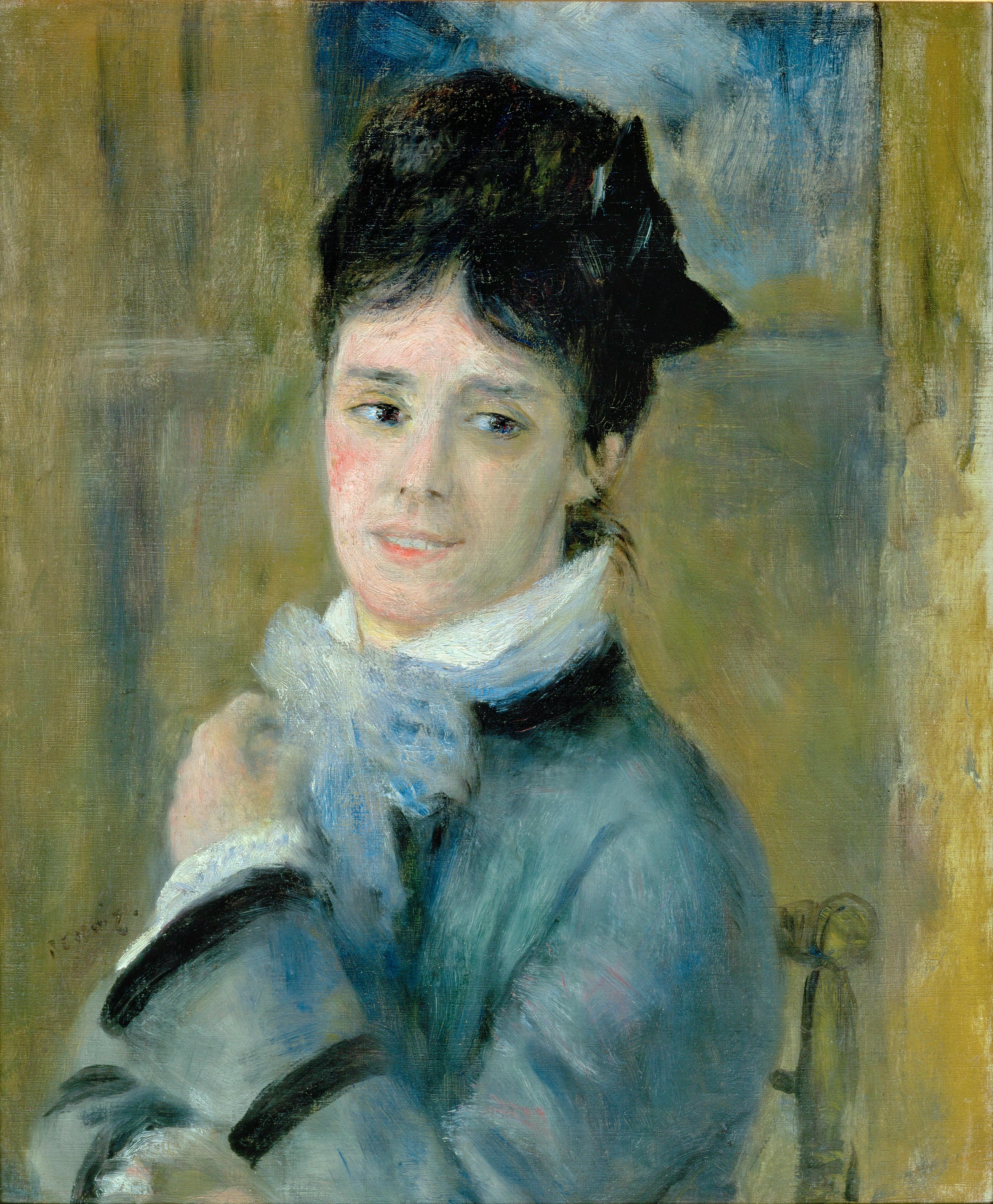
Pierre-Auguste Renoir: Porträt Camille Monet, 1873
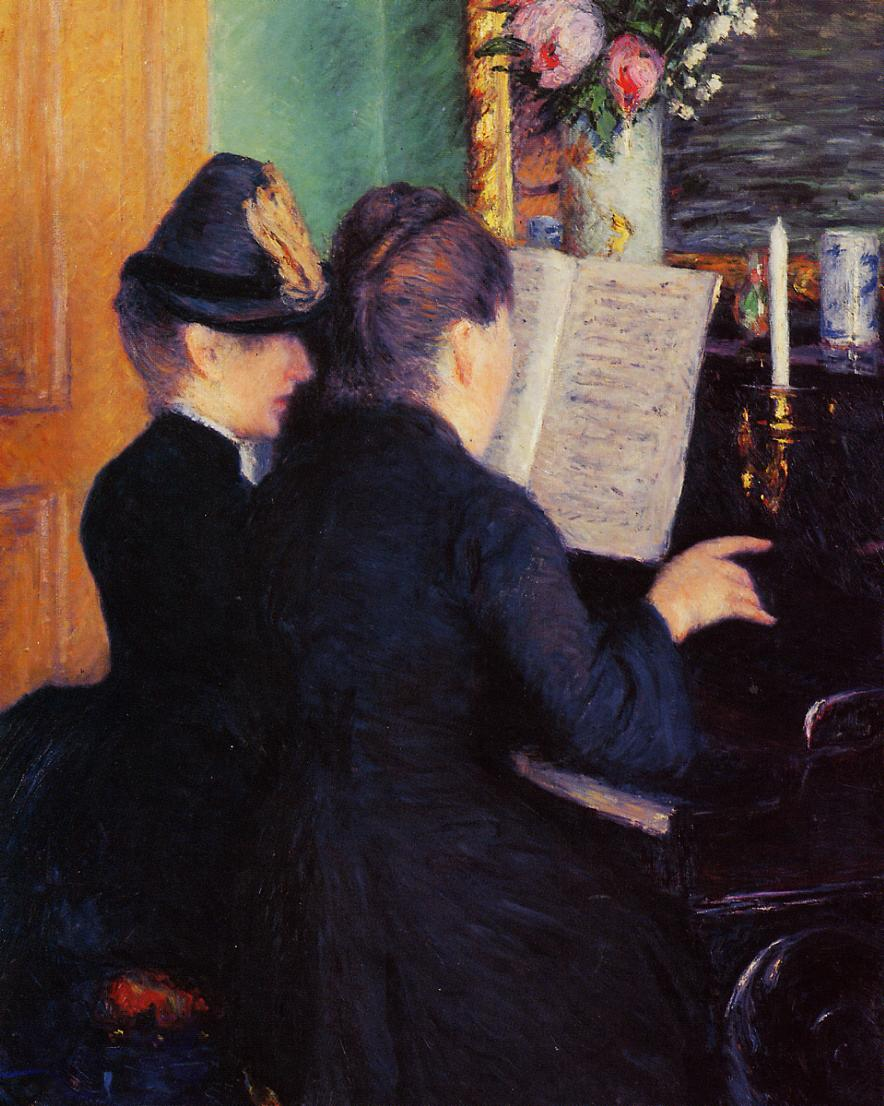
Gustave Caillebotte: La leçon de piano, 1881

2017 wurde über eine uneheliche Tochter von Michel Monet spekuliert. Anlass war die Versteigerung von einzelnen Kunstwerken von Claude Monet sowie von Erinnerungsstücken des Künstlers im Auktionshaus Christie’s in Hongkong. Diese Objekte stammten aus dem Nachlass der 2008 verstorbenen Rolande Verneige. Monet hatte nie eine solche Vaterschaft anerkannt, die Verstorbene dies auch nicht angestrebt. Nach Ansicht der Fondation Monet war die Mutter von Rolande Verneige lediglich eine Freundin von Michel Monets Frau gewesen und so in den Besitz der Gegenstände gelangt.